# Strażnica WOP Bobra Wielka
Strażnica WOP Chworościany/Bobra Wielka – nieistniejący obecnie podstawowy pododdział graniczny Wojsk Ochrony Pogranicza pełniący służbę graniczną na granicy polsko-radzieckiej.

## Formowanie i zmiany organizacyjne
Strażnica została sformowana w 1945 w strukturze 27 komendy odcinka jako 127 strażnica WOP (Chworościany) o stanie 56 żołnierzy. Kierownictwo strażnicy stanowili: komendant strażnicy, zastępca komendanta do spraw polityczno-wychowawczych i zastępca do spraw zwiadu. Strażnica składała się z dwóch drużyn strzeleckich, drużyny fizylierów, drużyny łączności i gospodarczej. Etat przewidywał także instruktora do tresury psów służbowych oraz instruktora sanitarnego.
24 kwietnia 1948 w miejsce komend odcinków zorganizowano bataliony ochrony pogranicza. Strażnica weszła w skład samodzielnego batalionu Ochrony Pogranicza nr 15.
1 stycznia 1951 127 strażnica WOP stacjonowała w miejscowości Bobra Wielka. 
Od 15 marca 1954 wprowadzono nową numerację strażnic. Strażnica III kategorii otrzymała numer 121.
15 listopada 1955 zlikwidowano sztab batalionu. Strażnica podporządkowana została bezpośrednio pod sztab brygady. W sztabie brygady wprowadzono stanowiska nieetatowych oficerów kierunkowych odpowiedzialnych za służbę graniczną strażnic.
W lipcu 1956 rozwiązano strażnicę. Budynki koszarowe zaadaptowano na ośrodek kolonijny WZGS Białystok.
1 maja 1957 zorganizowano 7 placówkę graniczną w miejscowości Bobra Wielka. W 1964 w Bobrze Wielkiej stacjonowała placówka WOP nr 5 22 Białostockiego Oddziału Wojsk Ochrony Pogranicza.
Na bazie placówki WOP Bobra Wielka, w 1970 utworzono placówkę WOP Lipsk w strukturach 22 Oddziału WOP.

## Ochrona granicy
Faktyczną ochronę granicy strażnica rozpoczęła w czerwcu 1946.
W maju 1957 7 placówka WOP Bobra Wielka obejmowała swoim zasięgiem powiat dąbrowski.

### Strażnice sąsiednie
- 126 strażnica WOP Markowice ⇔ 128 strażnica WOP Kuźnica – 1946
- 120 strażnica WOP Lubinowo ⇔ 122 strażnica WOP Kuźnica – 1954

## Dowódcy strażnicy
- ppor. Hołowiński[4]
- ppor. Zygmunt Stelmaszczyk (był w 1952).